# جان جی مونی
جان جی مونی (انگلیسی: John J. Mooney; زاده ۶ آوریل ۱۹۳۰ – درگذشته ۱۶ ژوئن ۲۰۲۰) مهندس اهل ایالات متحده آمریکا بود.
وی همچنین برندهٔ جوایزی همچون مدال ملی فناوری و نوآوری شده‌است.